# Sitting Bulls
Les Sitting Bulls sont une équipe d'handibasket basée à Klosterneuburg, en Autriche. Le club compte dix titres de champion national et plusieurs participations à la Coupe d'Europe. Il est sponsorisé par Coloplast et Interwetten et a remporté le titre national pour la dixième fois à l'issue de la saison 2013-2014.

## Palmarès
International
- Coupe André Vergauwen, puis Euroligue 1 depuis 2018 (EuroCup 2) :
  - 2016 : 7e place[6]
  - 2018 : 6e place[7]
  - 2022 :  3e place
  - 2024 : 8e place
- Challenge Cup, puis Euroligue 3 depuis 2018 (EuroCup 4) :
  - 2010 : 7e place[8]
  - 2011 : 8e place[9]
  - 2014 : 7e place[10]
  - 2015 : 5e place[11]
  - 2025 : 8e place

National
- Champion d'Autriche (10 titres)

## Joueurs marquants
- Ondra Pliska